# Vague de Jazz
Vague de Jazz est un festival de jazz et de musiques improvisées qui se déroule de fin juillet à début août en Vendée dans les villes de Longeville-sur-Mer et Les Sables-d'Olonne.

## Politique artistique
Créé en 2002 par l'association du même nom et forte aujourd'hui[Quand ?] de plus de 200 adhérents, ses objectifs sont de « présenter dans le domaine large du jazz, le meilleur des musiques actuelles, participer à la formation d’un public curieux et connaisseur, développer sur la Côte Sud Vendée, un pôle culturel ouvert à la création et enfin proposer une alternative à la marchandisation et l’appauvrissement de la culture ».
Médéric Collignon parraine le festival depuis le début et participe chaque année à différentes formations de la programmation.

## Programmation
En 2007 se sont produits Marc Baron, Bruno Chevillon, Médéric Collignon, Maxime Delpierre, Marc Ducret, Christophe Marguet, Michel Portal, Claude Tchamitchian, Sébastien Texier.
En 2008, une quinzaine de concerts, presque tous gratuits, furent offerts au public. Pour ses dix ans, en 2012, Vague de Jazz présente 24 concerts dont Joëlle Léandre, Jeanne Added, Élise Caron, Alexandra Grimal, Hélène Labarrière, Alexandra Karidji, Géraldine Laurent, Ève Risser, Marc Ducret, Louis Sclavis, Henri Texier, Andy Emler, Thomas de Pourquery, Vincent Courtois, Didier Petit.
En 2013, la durée du festival est ramenée à 10 jours et 16 concerts, avec un budget de 130 000 euros.

## Partenaires
La région Pays de la Loire, les chantiers navals Ocea, la Ville des Sables-d'Olonne, en sont les principaux partenaires.